# Thaloe tricuspis
Thaloe tricuspis är en spindelart som först beskrevs av Bryant 1940.  Thaloe tricuspis ingår i släktet Thaloe och familjen spökspindlar.
Artens utbredningsområde är Kuba. Inga underarter finns listade i Catalogue of Life.